# Tratta transmediterranea

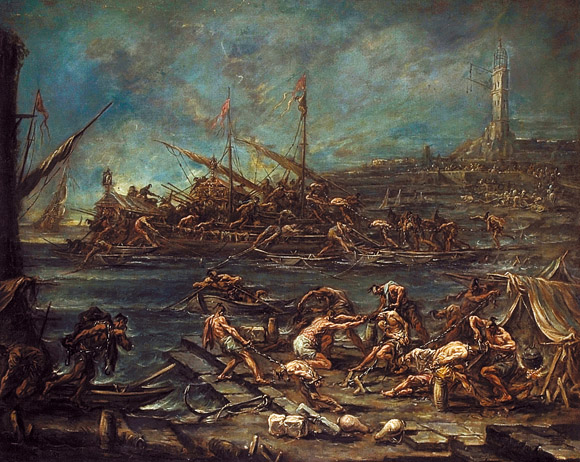
Imbarco di schiavi in galea dal porto di Genova - dipinto di Alessandro Magnasco.

La tratta transmediterranea degli schiavi si riferisce alla tratta di esseri umani, principalmente musulmani, che fiorì tra il XIV e il XVIII secolo nei mercati degli schiavi della costa settentrionale del Mediterraneo. In questi mercati situati principalmente in Spagna, Francia, Italia e nell'isola di Malta gli schiavi erano principalmente berberi, arabi, neri e turchi. Vennero venduti anche, in proporzione minore, schiavi ebrei, cristiani orientali e neri animisti.
Questi schiavi provenivano dalla penisola iberica in seguito alla Reconquista da parte degli eserciti cattolici sull'Andalusia musulmana, alla pirateria in mare e alle incursioni sulle coste meridionali del Mediterraneo e nel Levante.

## Gli schiavi

### Stime della portata del fenomeno
Salvatore Bono, professore all'Università di Perugia, stima in 500 000 gli schiavi presenti nella Penisola italiana tra il XVI e XVII secolo. Alexandro Stella, direttore della ricerca al CNRS, propone la cifra di 2 000 000 di schiavi nella Penisola Iberica tra XV e XVIII secolo. C'erano schiavi musulmani anche in Francia, nei Paesi Bassi e in Inghilterra ma in numero più limitato che in Spagna, Portogallo o negli stati italiani. Malta, sotto il dominio dell'Ordine di San Giovanni di Gerusalemme tra XVI e XIX secolo, fu un avamposto molto attivo nella cattura degli schiavi: nel corso di tre secoli furono catturati (principalmente nel Levante e in mare) e portati a Malta per essere venduti ai quattro angoli d'Europa, quasi 100 000 schiavi.
I compiti assegnati agli schiavi erano principalmente la miniera, il lavoro nei campi, le galere per gli uomini e le faccende domestiche per le donne oltre che per i bambini.

### Origini socio-professionali degli schiavi
Contrariamente alla credenza popolare, la stragrande maggioranza degli schiavi musulmani in Europa non erano né pirati né guerrieri catturati in battaglia ma essenzialmente civili provenienti da un'ampia varietà di gruppi socio-professionali.
Un'analisi del censimento dei prigionieri musulmani sbarcati a Valencia tra il 1409 e il 1412 ci fornisce alcune informazioni. Su 187 schiavi, ci sono persone provenienti dai traffici marittimi: pescatore, capitano, pescivendolo; dal settore agricolo: contadino, giardiniere, taglialegna, pastore, mugnaio; dall'artigianato: sarto, calzolaio, falegname, fabbro, tessitore; dal commercio: mediatore, macellaio, fornaio; ma anche: giurista, portatore d'acqua, carbonaio, maniscalco, barbiere, servitore, scrittore.

## Storia
La schiavitù e il suo commercio esistono in Europa sin dall'antichità, in particolare tra i Greci, i Romani e i popoli germanici. Dopo l'avvento dell'Islam nel VII secolo e la sua crescente rivalità con i regni cristiani europei, la schiavitù in Europa è stata nel tempo un trattamento specifico riservato ai musulmani catturati durante le battaglie o semplicemente razziati per scopi puramente mercantili. La bolla papale Dum Diversas (18 giugno 1452) di Papa Niccolò V formalizzò e legittimò tale pratica: «Con la presente concediamo a voi [i re di Spagna e Portogallo], con la Nostra autorità apostolica, il permesso pieno e gratuito di invadere, cercare, catturare e soggiogare i Saraceni [...] e ridurre il loro popolo in perenne servitù.»

## Per paese

### In Francia

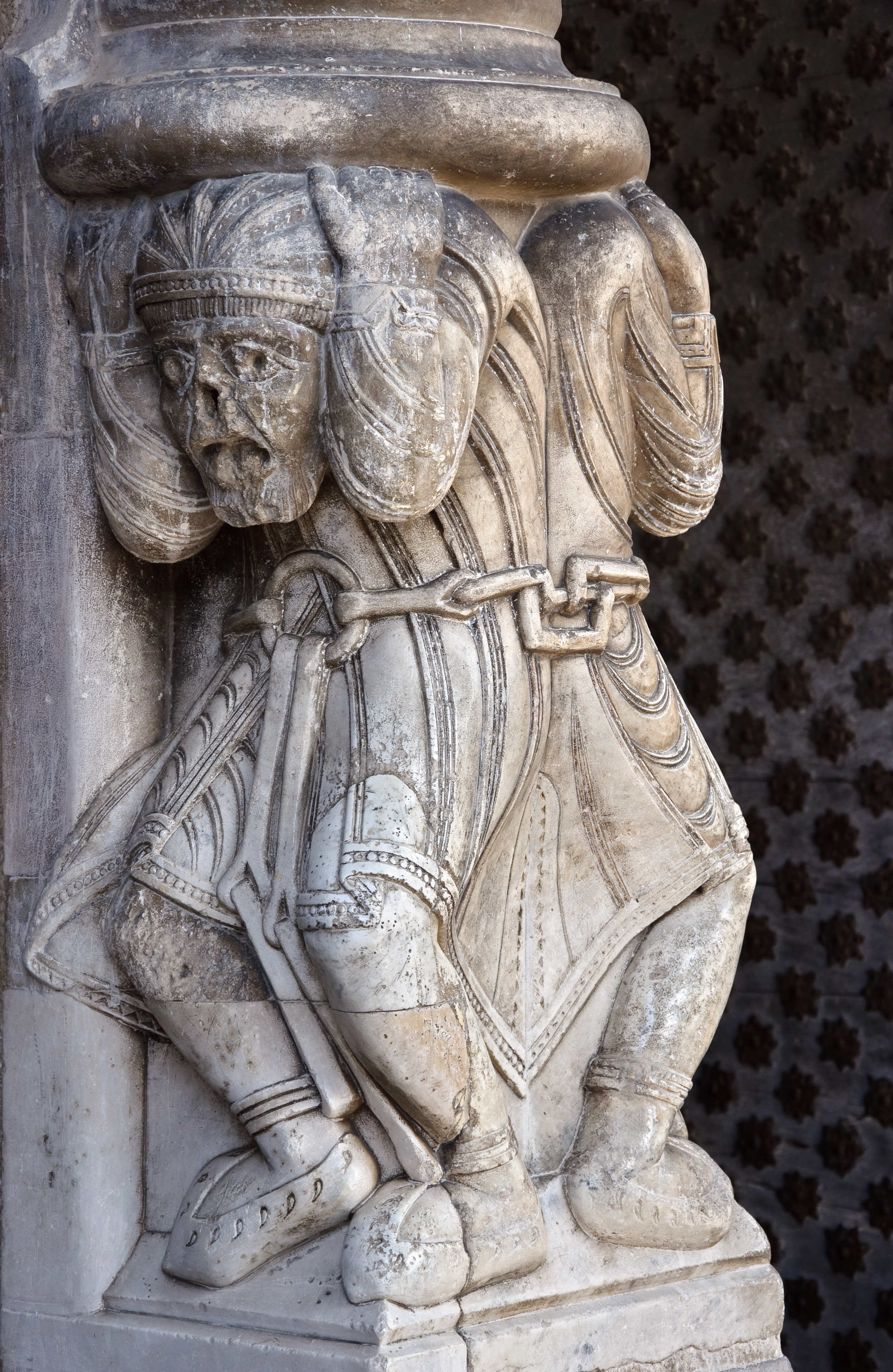
Schiavi saraceni - chiesa di Sainte-Marie d'Oloron (particolare).

Con l'editto del 3 luglio 1315, Luigi X di Francia, disse: «la loggia» affermare che «in tutto il nostro regno gli schiavi saranno liberati.» Da qui la massima «Nessuno è schiavo in Francia» e l'assunto «Il suolo di Francia libera lo schiavo che lo tocca.» Tuttavia, questa regola era piuttosto formale e non fu mai realmente applicata agli schiavi musulmani. Nel 1694 un impiegato della Marina riassunse questo doppio standard : «Qualsiasi uomo che abbia toccato una volta le terre del regno è libero e questa legge è dispensata solo da turchi e mori.».

### Stato Pontificio
Lo Stato Pontificio, che era direttamente sotto l'autorità temporale del Papa, disponeva di una Marina e quindi di galee da rifornire di schiavi. Ogni nave comprendeva tra 150 e 300 rematori. Le amministrazioni pontificie si procuravano prigionieri musulmani sui mercati più attivi che si trovavano a Malta, Livorno e Genova o da corsari.